# Notocrater
Notocrater is een geslacht van weekdieren uit de klasse van de Gastropoda (slakken).

## Soorten
- Notocrater christofferseni Lima, 2014
- Notocrater craticulatus (Suter, 1908)
- Notocrater gracilis B. A. Marshall, 1986
- Notocrater houbricki McLean & Harasewych, 1995
- Notocrater maxwelli B. A. Marshall, 1986 †
- Notocrater meridionalis (Hedley, 1903)
- Notocrater minutus (Habe, 1958)
- Notocrater ponderi B. A. Marshall, 1986
- Notocrater pustulosus (Thiele, 1925)
- Notocrater youngi McLean & Harasewych, 1995